# UFC Fight Night: dos Anjos vs. Ferguson
UFC Fight Night: dos Anjos vs. Ferguson（ユーエフシー・ファイトナイト：ドス・アンジョス・バーサス・ファーガソン、別名UFC Fight Night 98）は、アメリカ合衆国の総合格闘技団体「UFC」の大会の一つ。2016年11月5日、メキシコ・メキシコシティのアレナ・シウダ・デ・メヒコで開催された。

## 大会概要
本大会ではハファエル・ドス・アンジョスとトニー・ファーガソンによるライト級戦が組まれた。TUF Latin America 3ライト級トーナメント 決勝が行われた。
キャリア10戦全勝のマルティン・ブラボー、8戦全勝のアレクサ・グラッソがUFCデビュー。

## 試合結果

### アーリープレリム
第1試合 フェザー級 5分3R
○  エンリケ・バルソラ vs.  クリス・アビラ ×
3R終了 判定3-0（30-26、30-26、30-26）
第2試合 ライト級 5分3R
○  ポロ・レイエス vs.  ジェイソン・ノベーリ ×
3R終了 判定2-1（29-28、28-29、29-28）
第3試合 ミドル級 5分3R
○  サム・アルビー vs.  アレックス・ニコルソン ×
3R終了 判定3-0（29-28、29-28、29-28）

### プレリミナリーカード
第4試合 バンタム級 5分3R
○  ダグラス・シウバ・ジ・アンドラージ vs.  エンリー・ブリオネス ×
3R 2:33 KO（バックハンドブロー）
第5試合 ウェルター級 5分3R
○  マックス・グリフィン vs.  エリック・モンターニョ ×
1R 0:54 TKO（パウンド）
第6試合 63.5kg契約 5分3R
○  ジョー・ソト vs.  マルコ・ベルトラン ×
1R 1:37 ヒールフック
第7試合 62.6kg契約 5分3R
○  エリック・ペレス vs.  フェリペ・アランテス×
3R終了 判定2-1（28-29、29-28、29-28）

### メインカード
第8試合 女子ストロー級 5分3R
○  アレクサ・グラッソ vs.  ヘザー・ジョー・クラーク ×
3R終了 判定3-0（30-27、30-27、29-28）
第9試合 ライト級 5分3R
○  ベニール・ダリウシュ vs.  ラシッド・マゴメドフ ×
3R終了 判定3-0（30-27、30-27、29-28）
第10試合 TUF Latin America 3ライト級トーナメント 決勝 5分3R
○  マルティン・ブラボー vs.  クラウディオ・プエレス ×
2R 1:55 TKO（パウンド）
※ブラボーがトーナメント優勝。
第11試合 70.3kg契約 5分3R
○  リカルド・ラマス vs.  チャールズ・オリベイラ ×
2R 2:13 ギロチンチョーク
※オリベイラの体重超過によりフェザー級から変更
第12試合 ライト級 5分3R
○  ディエゴ・サンチェス vs.  マルチン・ヘルド ×
3R終了 判定3-0（29-28、29-28、29-27）
第13試合 ライト級 5分5R
○  トニー・ファーガソン vs.  ハファエル・ドス・アンジョス ×
5R終了 判定3-0（48-47、48-47、48-47）

### 各賞
ファイト・オブ・ザ・ナイト： トニー・ファーガソン vs. ハファエル・ドス・アンジョス
パフォーマンス・オブ・ザ・ナイト： リカルド・ラマス、ドゥグラス・シウバ・ジ・アンドラージ
各選手にはボーナスとして5万ドルが授与された。

### カード変更
負傷などによるカードの変更は以下の通り。